# Benzofuran
Benzofuran (kumaron) – heterocykliczny organiczny związek chemiczny zbudowany ze skondensowanych pierścieni benzenu i furanu. Jest to bezbarwna, oleista ciecz używana do produkcji żywic kumaronowych. Występuje w olejach lekkich otrzymywanych w procesie destylacji smoły węglowej.